# Thongue
Die Thongue ist ein Fluss in Frankreich, der im Département Hérault in der Region Okzitanien verläuft. Sie entspringt im Gemeindegebiet von Pézènes-les-Mines, entwässert generell in südöstlicher Richtung und mündet nach rund 33 Kilometern am Ortsrand von Saint-Thibéry als rechter Nebenfluss in den Hérault.

## Orte am Fluss
(Reihenfolge in Fließrichtung)
- Fos
- Gabian
- Pouzolles
- Abeilhan
- Servian
- Montblanc
- Saint-Thibéry